# The Overlook Press
The Overlook Press est une maison d'édition américaine basée à New York, qui se considère comme « une maison pour des livres distingués qui avaient été négligés par de plus grandes maisons ».

## Histoire et opérations
The Overlook Press est fondée en 1971 par Peter Mayer (en), qui avait auparavant travaillé chez Avon et Penguin Books, où il a été directeur général de 1978 à 1998.
Éditeur généraliste, Overlook compte plus d'un millier de titres, notamment de la fiction, de l'histoire, de la biographie, du théâtre et du design. Le programme d'édition d'Overlook se compose de près de 100 nouveaux livres par an, répartis également entre les livres à couverture rigide et les livres de poche. Les marques de commerce incluent Tusk Books, dont le format a été conçu par Milton Glaser.
En 2002, Overlook a acquis Ardis Publishing, un éditeur de littérature russe en anglais. Overlook a également pris possession de la société d'édition britannique Gerald Duckworth and Company Ltd.
En 2007, l'éditeur d'Overlook, Peter Mayer, a reçu le prix Poor Richard du New York Center for Independent Publishing pour ses contributions exceptionnelles à l'édition indépendante.
Après la mort de Mayer en 2018, The Overlook Press est vendu à Abrams Books, partie du groupe d'édition français La Martinière.

### Auteurs
Les écrivains dont les œuvres ont été publiées par Overlook comprennent notamment :
- Elizabeth Abbott
- Edward Albee
- Katie Arnoldi
- Ken Auletta
- Paul Auster
- R. Scott Bakker
- Walter R. Brooks
- Paul Cartledge
- Robert Coover
- John Crowley
- David Crystal
- Charles Dickens
- R. J. Ellory
- Max Frei
- Milton Glaser
- W. F. Hermans
- Susan Hill
- P. F. Kluge
- Robert Littell
- Raymond Loewy
- David Mamet
- Charles McCarry
- Joseph McElroy
- Walter Moers
- Bárbara Mujica
- Jim Nisbet
- Mervyn Peake
- Charles Portis
- John Cowper Powys
- Peter Quinn
- Joseph Roth
- Tarn Richardson
- Mikhail Saltykov-Shchedrin
- André Schwarz-Bart
- Gerald Seymour
- Harry Sidebottom
- Alain Silver
- Nigel Slater
- Ludmila Ulitskaya
- Edgardo Vega Yunqué
- Penny Vincenzi
- Les Walker
- P. G. Wodehouse
- Richard Zimler
- Brad Gooch